# Мотта-Камастра
Мотта-Камастра (італ. Motta Camastra, сиц. Motta Camastra) — муніципалітет в Італії, у регіоні Сицилія,  метрополійне місто Мессіна.
Мотта-Камастра розташована на відстані близько 500 км на південний схід від Рима, 160 км на схід від Палермо, 50 км на південний захід від Мессіни.
Населення — 861 особа (2014).

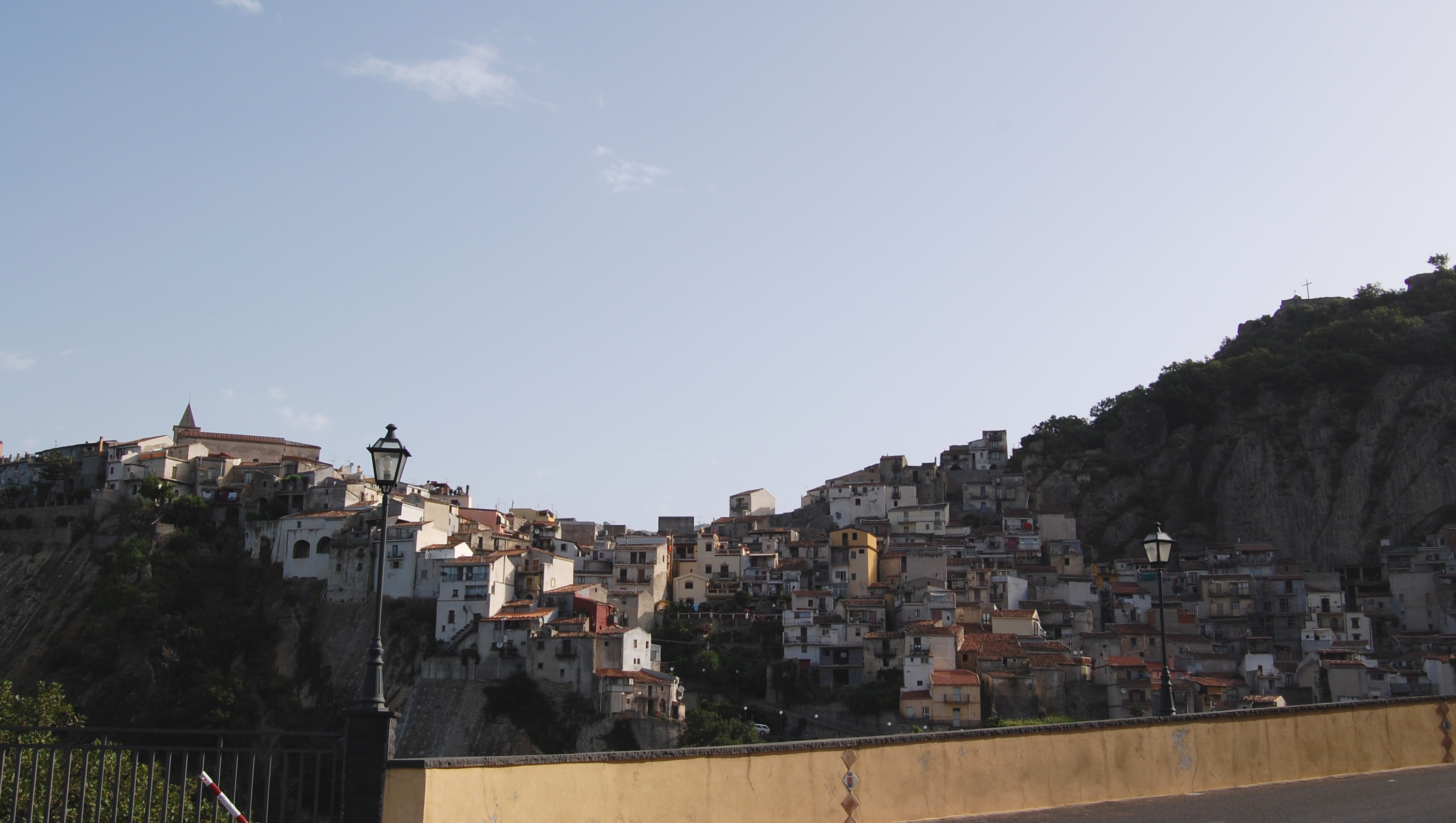

Щорічний фестиваль відбувається 29 вересня. Покровитель — святий Архангел Михаїл.

## Демографія
Населення за роками:

Станом на 1 січня 2023 року в муніципалітеті офіційно проживали 34 іноземці з 13 країн, серед них 24 громадяни країн Євросоюзу та 2 громадяни України.

## Сусідні муніципалітети
- Антілло
- Кастільйоне-ді-Сицилія
- Франкавілла-ді-Сицилія
- Граніті